# 56280 Asemo
56280 Asemo este un asteroid din centura principală de asteroizi.

## Descriere
56280 Asemo este un asteroid din centura principală de asteroizi. A fost descoperit pe 22 mai 1999 la Oaxaca de James M. Roe. Asteroidul prezintă o orbită caracterizată de o semiaxă mare de 2,56 ua, o excentricitate de 0,19 și o înclinație de 9,1° în raport cu ecliptica.